# Walter Legge
Harry Walter Legge (Londres, 1 de junio de 1906 - Saint-Jean-Cap-Ferrat, 22 de marzo de 1979) fue principalmente un productor discográfico de música clásica inglés, especialmente asociado con la compañía discográfica EMI. Sus grabaciones incluyen muchas colecciones consideradas más tarde como clásicas y han sido reeditadas por EMI como 'Grandes grabaciones del siglo'. 
Trabajó en la industria discográfica desde 1927, compaginándolo con el trabajo de crítico musical en The Manchester Guardian. Fue asistente de Thomas Beecham en la Royal Opera House, Covent Garden, y durante la Segunda Guerra Mundial jugó un importante papel, llevando la música a las fuerzas armadas y a los civiles.
Después de la guerra, Legge fundó la Philharmonia Orchestra y trabajó para EMI como productor. En la década de 1960, se peleó con la EMI y renunció a su cargo. Intentó disolver la Philharmonia en 1964, pero continuó como organismo independiente sin él. Después de estas circunstancias, no tuvo trabajo fijo y se limitó a dar clases magistrales y supervisar las grabaciones de su segunda esposa, Elisabeth Schwarzkopf.

## Biografía

### Primeros años
Legge nació en el barrio de Shepherds Bush, Londres, donde su padre era sastre. Fue educado en la Latymer Upper School en Hammersmith. Destacó en latín y francés, pero no recibió formación musical. Dejó la escuela a los 16 años y no tuvo otra educación formal. Animado por su padre, desarrolló el gusto por la música, y por Richard Wagner en particular, por lo que aprendió, por sí mismo, a leer música y a hablar alemán.
Legge entró a trabajar en el sello discográfico británico HMV (His Master's Voice, La Voz de su Amo en español) en 1927, donde redactó álbumes y notas analíticas y ejemplares para la minoritaria revista mensual de la compañía, The Voice. Llamó la atención del principal productor discográfico de la compañía, Fred Gaisberg, y pronto asumió un papel activo en los procedimientos de grabación de HMV. Entre 1933 y 1938, Legge también trabajó como crítico musical para The Manchester Guardian.
En los años anteriores a la guerra mundial, Legge fue pionero en las grabaciones por 'suscripción', mediante las que se invitaba al público a pagar por adelantado las copias de futuras grabaciones, lo que hacía económicamente posible que EMI hiciera grabaciones tanto clásicas 'de nicho', canciones de Hugo Wolf o las obras completas para piano de Beethoven (interpretadas por Artur Schnabel). Otra grabación de antes de la guerra, supervisada por Legge, y reeditada en LP y CD, fue La flauta mágica de Sir Thomas Beecham, realizado en Berlín en 1937. Beecham invitó a Legge a unirse a él en la Ópera como asistente de dirección artística. Con la carta blanca de Beecham, contrató a Richard Tauber, Jussi Björling, Maria Reining, Hilde Konetzni, Julius Patzak y Helge Roswänge en sus debuts en Covent Garden.
Durante la Segunda Guerra Mundial, la mala visión de Legge le impidió servir en las fuerzas armadas. Por instigación de Beecham, aceptó la parte musical de la Entertainments National Service Association (ENSA), con la que organizó conciertos para las tropas británicas en todo el mundo, consiguiendo los servicios de músicos como Solomon Cutner, sir Adrian Boult o John Barbirolli. En 1941 Legge se casó con la cantante Nancy Evans, de la que se divorció en 1948.

### EMI y la Philharmonia
Después de la guerra, Legge se puso a trabajar para actualizar el catálogo de EMI y su lista de artistas estrella. Estableció su base en Viena, entonces todavía ocupada por los aliados, y contrató a artistas alemanes y austriacos que entonces estaban escasos de trabajo. Entre estos artistas se encontraban Josef Krips, Irmgard Seefried, Ljuba Welitsch, Hans Hotter, Ludwig Weber, Herbert von Karajan y Elisabeth Schwarzkopf (con quien Legge se casaría en 1953). Más tarde fue uno de los primeros en descubrir el potencial de Maria Callas, cuyas grabaciones de estudio produjo para EMI. El repertorio que eligió grabar era amplio, aunque no se extendía mucho antes de Händel y los compositores modernos concentrándose entre los de música accesible y la diatónica. Desde la década de 1940 hasta la de 1960 supervisó una larga serie de grabaciones de la obra de William Walton.
Legge había promovido algunos recitales de lieder antes de la guerra, pero en 1945, al ver que su influencia en el Covent Garden había disminuido en gran medida bajo la dirección de David Webster, volvió a aventurarse en la promoción de conciertos. Para estos, y para las grabaciones, fundó una nueva orquesta, la Philharmonia. Beecham dirigió su primer concierto (por la tarifa de un cigarro) pero no estaba dispuesto a ser empleado de su antiguo asistente y pronto fundó la Royal Philharmonic en competencia con la Philharmonia. En sus primeros años, la Philharmonia se identificó estrechamente con Karajan, pero cuando este dirigió su atención a la Filarmónica de Berlín, Legge trabajó cada vez más con Otto Klemperer, un destacado director de orquesta en las décadas de 1920 y 1930 cuya carrera, Legge revitalizó. Otros músicos eminentes de la época a quienes Legge persuadió para dirigir la Philharmonia fueron Wilhelm Furtwängler, Arturo Toscanini y Richard Strauss. En su apogeo en la década de 1950, la Philharmonia fue calificada como la mejor orquesta británica y una de las mejores orquestas del mundo. En 1964, preocupado por lo que él veía como estándares decrecientes, Legge disolvió la orquesta, pero inmediatamente se volvió a formar como la New Philharmonia, sin él pero con Klemperer como director principal.

### Últimos años

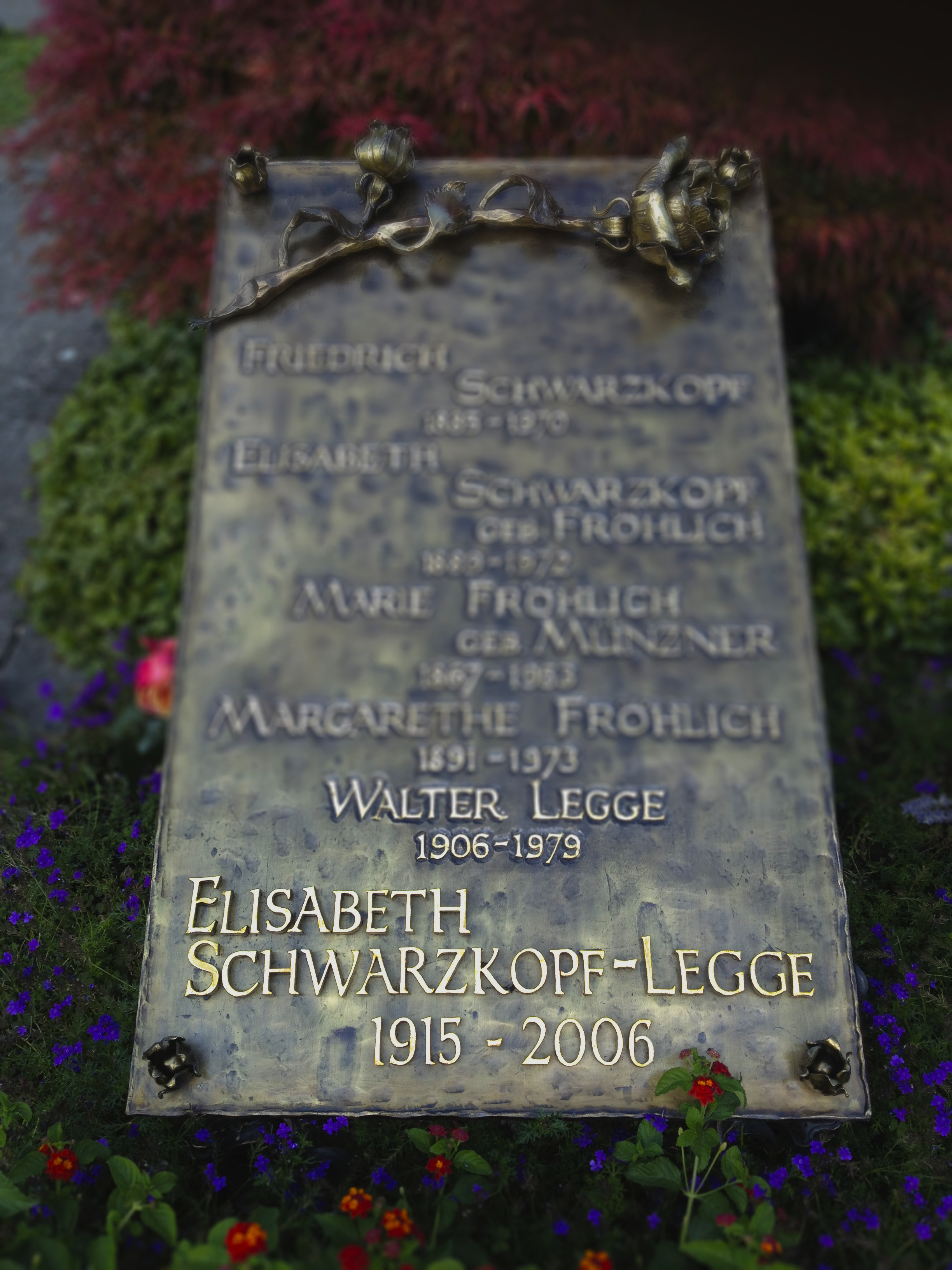
Tumba de Walter Legge y de su mujer Elisabeth Schwarzkopf en Zumikon (Suiza).

Hasta cierto punto, la compañía EMI, toleró sus formas independientes durante muchos años, pero en la década de 1960 intentó restringir su libertad de elección de repertorio y por lo que finalmente Legge dimitió en 1964. Sus memorias, editadas por Elisabeth Schwarzkopf y publicadas en 1982, exponen su desencanto con EMI y sus cada vez más poderosos comités internos:
"Estoy convencido de que en las artes, los comités son inútiles. Lo que se necesita son personas como Karajan, Culshaw o yo mismo. Sabemos no solo cómo lograr los mejores resultados artísticos sino cómo atraer al público y realizar todas laa operaciones necesarias con colaboradores cuidadosamente elegidos. La democracia es fatal para las artes; solo conduce al caos o al logro de denominadores de calidad nuevos e inferiores.
Cuando se jubiló, Legge, junto con Schwarzkopf, dio clases magistrales conjuntas para cantantes jóvenes, pero ya no pudo encontrar un trabajo permanente. Se le ofreció, y aceptó, la dirección del Festival de Wexford, pero sufrió un ataque cardíaco incapacitante en 1967 antes de que pudiera asumir el cargo, por lo que tuvo que retirarse. Continuó supervisando las grabaciones de EMI hechas por su esposa, pero la ruptura con la compañía fue completa cuando en 1977 y 1979 produjo sus últimas grabaciones no para EMI sino para Decca, el gran rival de EMI.
Legge murió en Saint-Jean-Cap-Ferrat, Francia, a la edad de 72 años. Fue incinerado y sus cenizas se colocaron inicialmente cerca de las de Hugo Wolf en Viena, como había solicitado. Después de la muerte de Elisabeth Schwarzkopf en 2006, sus cenizas fueron enterradas junto a sus padres en Zumikon, cerca de Zúrich, donde había vivido de 1982 a 2003.

## Legado musical
A veces, el juicio artístico de Legge fue cuestionado. Era estéticamente conservador. Le escribió a un amigo: "Si a los productores y diseñadores escénicos se les permite continuar escribiendo grafitis, vulgaridad y estupidez en obras maestras ... sin mencionar a Chéreau en el Festival de Bayreuth, ¡nos veremos obligados a insistir en que escriban el libreto y la música a la altura de la basura que pusieron en el escenario!" Legge predijo a John Culshaw y a Georg Solti que su grabación en Decca de Das Rheingold no se vendería y sin embargo, se convirtió en un éxito de ventas clásico.
Fue responsable de tres grabaciones de La flauta mágica, dirigidas por Beecham, Karajan y Klemperer, cada una de las cuales ha suscitado la desaprobación de los críticos por omitir el diálogo hablado. Su grabación de Fidelio con Klemperer ha sido comparada desfavorablemente con la grabación en vivo de Klemperer desde el Covent Garden, con el argumento de que los cantantes elegidos por Legge eran menos efectivos que sus rivales de la Royal Opera House. Estaba receloso de las grabaciones en estéreo y se resistió todo el tiempo que pudo.
Independientemente de todo, el legado de Legge se resume en 'una gran cantidad de sobresalientes grabaciones que establecieron unos estándares que es poco probable que se superen'. Sus grabaciones de El sueño de Gerontius  (Sargent), Tristan und Isolde (Furtwängler), Tosca (De Sabata), Der Rosenkavalier y Falstaff (Karajan), Così fan tutte (Böhm) y el núcleo del repertorio sinfónico alemán (Klemperer, Furtwängler, Karajan …) han permanecido en el catálogo durante décadas, primero en LP y luego en CD.